# 다실렙투스
다실렙투스속(학명: Dasyleptus 다실렙투스[*])은 돌좀목에 속하는 다실렙투스과의 유일 속이자 멸종한 무리이다.

## 특징
현생종과 많이 닮아있으며 복부 끝에 뻗어나온 한 가닥의 길다란 필라멘트가 있다. 또한 다리처럼 생긴 한 쌍의 꼬리털과 보행 능력이 없는 복부 부속지가 달려있다. 가장 큰 개체 표본은 크기가 30mm이거나 그 이상이며 필라멘트의 길이는 계산되지 않았다.

## 분류
다실렙투스는 이전에 독자 목인 모누라목으로 분류되었으나 현재에는 돌좀목의 한 아목으로 취급한다.

### 하위 종
다실렙투스속은 다음의 종들을 포함한다.
- Dasyleptus artinskianus Engel, 2009 – 미국 캔자스주의 페름기 초기 (아르틴스키절) 웰링턴층
- Dasyleptus brongniarti Sharov, 1957 – 러시아 쿠즈네츠크 분지의 페름기 중기 (로드절) 미티나층
- Dasyleptus lucasi Brongniart, 1885 (모식종) – 프랑스의 석탄기 후기(그젤절) 코망트리 셰일
- Dasyleptus noli Rasnitsyn, 2000 – 프랑스의 석탄기 후기 코망트리 셰일
- Dasyleptus rowlandi Rasnitsyn in Rasnitsyn et al., 2004 – 미국 뉴멕시코주의 페름기 초기 (아셀절) 버섬층
- Dasyleptus sharovi (Durden, 1978) – 미국 캔자스주의 페름기 초기 (아르틴스키절) 웰링턴층
- Dasyleptus sinensis Liu et al., 2021[5] – 중국의 페름기 후기~트라이아스기 초기 카이터우층
- Dasyleptus triassicus Bechly & Stockar, 2011 – 스위스 몬테산조르조산의 트라이아스기 중기 (라딘절) 메리데 석회암층